# Герчин (Нижньосілезьке воєводство)
Герчин (пол. Gierczyn, нім. Giehren) — село в Польщі, у гміні Мірськ Львувецького повіту Нижньосілезького воєводства.
Населення — 310 осіб (2011).

## Демографія
Демографічна структура станом на 31 березня 2011 року:
|          | Загалом | Допрацездатний вік | Працездатний вік | Постпрацездатний вік |
| -------- | ------- | ------------------ | ---------------- | -------------------- |
| Чоловіки | 161     | 36                 | 111              | 14                   |
| Жінки    | 149     | 29                 | 87               | 33                   |
| Разом    | 310     | 65                 | 198              | 47                   |